# Стэплтон, Пэт
Патрик Джеймс (Пэт) Стэплтон (англ. Patrick James "Pat" Stapleton; 4 июля 1940, Сарния, Онтарио — 8 апреля 2020, Лондон, Онтарио) — канадский хоккеист, защитник; тренер.

## Биография
В Молодёжной лиге Хоккейной ассоциации Онтарио выступал за «Сент-Катаринс Типис» (сезоны 1958/59 — 1959/60), выиграв Кубок Джей Росса Робертсона и Мемориальный кубок в 1960 году, по итогам обоих сезонов входил в первую символическую сборную лиги.
В Национальной хоккейной лиге выступал за «Бостон Брюинз» (1961/62 — 1962/63) и «Чикаго Блэк Хокс» (1965/66 — 1972/73). Финалист Кубка Стэнли (1971, 1973). Участник четырёх матчей всех звёзд НХЛ (1967, 1969, 1971, 1972). Включён во вторую символическую сборную НХЛ (1966, 1971, 1972). В сезоне 1969/70 был капитаном «Блэк Хокс».
Во Всемирной хоккейной ассоциации выступал за «Чикаго Кугарс» (1973/74 — 1974/75), «Индианаполис Рейсерс» (1975/76 — 1976/77) и «Цинциннати Стингерс» (1977/78). Финалист Кубка Авко (плей-офф ВХА) (1974). В 1974 году был признан лучшим защитником ВХА (Деннис Мерфи Трофи) и был включён в первую символическую сборную ВХА; в 1976 году был включён во вторую символическую сборную ВХА.
Участник суперсерий Канада (НХЛ) — СССР 1972 года и Канада (ВХА) — СССР 1974 года.
В «Блэк Хокс» начала 70-х и в сборной Канады в суперсерии-72 играл в паре с Биллом Уайтом, они образовали одну из лучших защитных пар НХЛ тех лет.
Тренировал команды ВХА «Чикаго Кугарс» (1973/74 — 1974/75) и «Индианаполис Рейсерс» (1978/79).
Пэт Стэплтон был женат, у него было три сына и три дочери. Сын Майк и внук Марк Кастелик — также хоккеисты.
Умер от последствий инсульта.